# 巴东过路黄
巴东过路黄（学名：Lysimachia patungensis）为报春花科珍珠菜属的植物，为中国的特有植物。分布在中国大陆的安徽、福建、江西、浙江、广东、湖北、湖南等地，生长于海拔400米至1,000米的地区，多生在山谷溪边林下，目前尚未由人工引种栽培。

## 异名
- Lysimachia patungensis Hand.-Mazz. f. glabrifolia C. M. Hu